# Der gerechte Krieg 1525
Der gerechte Krieg 1525 ist ein früher Film von Hartmut Kaminski, den er 1974 zusammen mit der Filmgruppe Düsseldorf realisierte. Mittels Doppelprojektion wurden dabei zwei synchron laufende 16-mm-Filme zum Bauernkrieg 1525 in Süddeutschland gezeigt. Die unterdrückten Bauern agieren auf der rechten Seite, der Adel und die Kirche auf der linken.

## Handlung
Der Kurzfilm handelt vom Deutschen Bauernkrieg, bei dem sich die Bauern gegen ihre Obrigkeit auflehnen. Der gefangengenommene Fürstbischof schwört, ihre geforderten alten Rechte wieder instand zu setzen. Vorher hat er jedoch die Truppen des Schwäbischen Bundes bestellt. In einer Volksgerichtsabstimmung unterliegen die revolutionären Bauern, die eine Bauernrepublik errichten wollen. Sie fordern die Hinrichtung des Fürstbischofs, werden jedoch von den Truppen überfallen und grausam ermordet.

## Entstehungsgeschichte
An der Kunstakademie Düsseldorf hatte sich 1971 unter der Leitung von Ole John Povlsen die Filmgruppe Düsseldorf gegründet. Der städtische Kulturausschuss bewilligte im Frühjahr 1974 eine Förderung von 15.000 Mark für das erste Gemeinschaftsprojekt der Gruppe und die Bundesförderung des Deutschen Films gewährte im Jahr 1976 nochmal 25.000 DM als Förderprämie. Es sollte ein Spielfilm werden, der später den Titel Der gerechte Krieg 1525 bekam.
In intensiven Diskussionen über die Form des Films einigte sich die Gruppe auf den Vorschlag von Hartmut Kaminski, die Geschichte des Bauernkrieges in zwei aufeinander bezogenen separaten Filmen zu drehen. Für die Vorführung im Kino entwickelte der damalige Filmvorführer des Filmforums Düsseldorf eine mechanische Koppelung, mit deren Hilfe die beiden synchron laufenden Filme als einheitliches Bild auf der Filmleinwand zu sehen waren: Links: Die Herrschenden – Rechts: Die Unterdrückten.
Im Herbst 1974 begannen Hartmut Kaminski und Lutz Mommartz mit den Dreharbeiten, unterstützt von 70 freiwilligen Helfern. Gedreht wurde unter anderem im Kloster Knechtsteden, in der Burg Linn und im LVR-Freilichtmuseum Kommern.
Der Film entstand ohne weitere Zuschüsse mit Laiendarstellern, die von den Filmgruppenmitgliedern unter Freunden und Bekannten gefunden wurden. So wurde ein Großteil der Bauern von Schülern des Aufbaugymnasiums Düsseldorf gespielt, an dem Elke Jonigkeit damals als Kunsterzieherin arbeitete.
Ursprünglich sollten die beiden völlig synchron laufenden 16 mm Filme umkopiert werden zu einer 35-mm-Cinemascope-Kopie, was bis heute nicht realisiert wurde. Aufgrund dessen konnte der Film bisher nur selten gezeigt werden; auch die Fernsehausstrahlung scheiterte an diesem technischen Aufwand.
Hartmut Kaminski und Elke Jonigkeit zeigten den Film auf einem Fest anlässlich des 35-jährigen Bestehens ihrer Firma „Circe-Film-GmbH“ im September 2004.
Der Film wurde am 7. November 1975 im Filmforum Düsseldorf, Prinz-Georg-Straße 80, uraufgeführt und auf der 27. Berlinale im Rahmen des Internationalen Forums des jungen Films 1976 gezeigt.

## Kritik
„Eindrucksvolle, bedenkenswerte Ansätze also zuhauf. ...  Mehr als ein Torso konnte nicht entstehen, die Realisierung eines derart aufwendigen Projekts ist in Nordrhein-Westfalen nicht denkbar. Klaus Jaeger, der Leiter des Düsseldorfer Filmforums, vermerkte es in seinem einleitenden Referat über die Situation der Filmemacher in Nordrhein-Westfalen mit behutsam intonierter Bitterkeit: Das wenige Geld, das von der Landesregierung alljährlich zur Verfügung gestellt wird, fließt nach München, ins „Kuratorium Junger Deutscher Film“. Dort wohnen junge Regisseure, die bei ihren Kosten-Voranschlägen oft allein für ihre Regie-Gage höhere Summen ansetzen, als ein Filmemacher aus Nordrhein-Westfalen für sein ganzes Projekt zu fordern wagt. Eine Filmszene, die vom Taschengeld einiger Idealisten (und den notwendigerweise winzigen Zuschüssen einer städtischen Kunstförderung) lebt, versickert allzu leicht in Reibereien.“

## Auszeichnungen
- 1976: Prädikat der FBW: Besonders wertvoll[8]